# Société des ingénieurs de l'automobile
La Société des Ingénieurs de l'Automobile (SIA) est la société savante de la filière automobile en France. Association loi de 1901 reconnue d'utilité publique française créée en 1927, elle regroupe dirigeants, experts ingénieurs et techniciens travaillant dans l'industrie automobile. Son siège social est à Suresnes.

## Présentation
L'association est dirigée par un bureau exécutif nommé par son conseil d'administration composé de 24 membres représentatifs de la filière en France. Son président est élu pour 3 ans. Traditionnellement, le président de l'association est alternativement proposé par le conseil d'administration de chacun des principaux constructeurs automobiles français, Renault et Peugeot. 
Elle regroupe – en 2019 – 2000 membres, 13 Communautés d’Experts actives, 15 000 spécialistes et experts dans son réseau, 30 rendez-vous et rencontres annuels[réf. nécessaire].
L'association organise le « trophée SIA » , organise des congrès ,,, diverses rencontres, colloques ou expositions, journées d'étude techniques, ateliers, etc., à destination des professionnels de l'ingénierie automobile dans le monde, édite des revues techniques et a pour but de développer l'intérêt des jeunes pour les techniques automobiles. 
La SIA est membre de la Fédération internationale des Sociétés d'ingénieurs des techniques de l'automobile (Fisita) : regroupement des sociétés savantes automobiles du monde.

## Présidents
| Identité                         | Période        | Période | Durée |
| Identité                         | Début          | Fin     | Durée |
| -------------------------------- | -------------- | ------- | ----- |
| Eugène Mathieu (d)               | 1927           |         |       |
| Maurice Goudard (1881 - 1948)    | 1932           | 1936    | 4 ans |
| Pierre Prévost (d) (1891 - 1951) | 1937           | 1939    | 2 ans |
| Louis Dufresne (d)               |                | 1944    |       |
| Maurice Norroy (d) (1892 - 1979) | 1947           | 1950    | 3 ans |
| Henri Perrot (1883 - 1961)       | 27 juin 1950   | 1953    | 3 ans |
| Louis Coatalen (1879 - 1962)     | 1953           | 1956    | 3 ans |
| Jean-Pierre Couronne (d)         | 2006           | 2009    | 3 ans |
| Pierre Gosset (d)                | 8 avril 2009   | 2013    | 4 ans |
| Jean Brunol (d) (né en 1952)     | 19 juin 2013   | 2016    | 3 ans |
| Jacques Graizon (d)              | 12 avril 2016  | 2020    | 4 ans |
| Luc Marbach (d)                  | 9 juillet 2020 |         |       |
| Henri Petit (d) (1879 - 1946)    |                |         |       |